# Казачинский национальный наслег
Казачинский национальный наслег — сельское поселение в Усть-Янском улусе Якутии Российской Федерации.
Административный центр — село Казачье.

## История
Статус и границы сельского поселения установлены Законом Республики Саха (Якутия) от 30 ноября 2004 года № 173-З N 353-III «Об установлении границ и о наделении статусом городского и сельского поселений муниципальных образований Республики Саха (Якутия)».
Статус национального наслега поселению присвоен в связи с этническим составом его населения, в котором значительную долю составляют малочисленные народы Севера: среди наличного населения, которое (по данным текущего учёта на 1 января 2014 года) насчитывало 1575 человек, к этим народам относилось 287 человек (в том числе 219 эвенов, 36 эвенков и 32 юкагира).  

## Население
| 2002  | 2010  | 2011  | 2012  | 2013  | 2014  | 2015  |
| ----- | ----- | ----- | ----- | ----- | ----- | ----- |
| 1531  | ↘1367 | ↘1359 | ↘1328 | ↘1283 | ↘1247 | ↘1236 |
| 2016  | 2017  | 2018  | 2019  | 2020  | 2021  |       |
| ↘1216 | ↘1197 | ↘1168 | ↗1175 | ↘1161 | ↗1188 |       |

## Состав сельского поселения
| № | Населённый пункт | Тип населённого пункта       | Население |
| - | ---------------- | ---------------------------- | --------- |
| 1 | Казачье          | село, административный центр | ↗1188     |